# Пуэрто-Рико Айлендерс
«Пуэрто-Ри́ко А́йлендерс» (англ. Puerto Rico Islanders, «островитяне») — пуэрто-риканский футбольный клуб из города Баямон. Выступает в Североамериканской футбольной лиге (NASL). Временно не участвует в турнире, начиная с сезона 2013 года.

## История
Впервые клуб с названием «Пуэрто-Рико Айлендерс» был основан бизнесменом Джо Серральта в 1995 году, клуб начал выступать в лиге ЮСЛ, но не доиграв сезон переехал в Хьюстон и сменил название на «Хьюстон Форс». В 2003 году Серралта основал клуб вновь и «Пуэрто-Рико Айлендерс» стал выступать в первом дивизионе ЮСЛ, втором по силе дивизионе в системе американо-канадского футбола тех лет. Одним из первых тренеров клуба был Уго Марадона, брат Диего Марадоны. Домашние матчи клуб проводит на стадионе «Хуан Рамон Лоубриэль», вмещающем 22 000 зрителей. С 2006 года «Пуэрто-Рико Айлендерс» представляет Пуэрто-Рико в международных кубках, и впервые в истории пуэрто-риканского футбола делает это вполне успешно, в 2010 и 2011 годах он выиграл Клубный чемпионат Карибского футбольного союза, а до этого два года подряд становился призёром этого турнира. Так же вполне успешно клуб выступает и в американо-канадских лигах, сначала ЮСЛ, а затем в Дивизионе 2 Профессиональной лиги (ЮССФ) и NASL, в 2008 году он стал победителем регулярного сезона ЮСЛ, а в 2010 году чемпионом Дивизиона 2 (ЮССФ). В 2010 году «Пуэрто-Рико Айлендерс» впервые принял участие в чемпионате Пуэрто-Рико, но вопреки ожиданиям уступил в финале клубу «Ривер Плэйт».

### Проблемы сезона 2013 года
Клуб был вынужден отменить участие в турнире NASL 2013 года в связи с задержкой реконструкции домашнего стадиона и финансовыми проблемами.  Правительство Пуэрто-Рико является одним из главных инвесторов в клуб.  После выборов предыдущего года к власти пришла новая партия, которая приостановила финансовую поддержку клуба.

## Достижения
- Клубный чемпионат Карибского футбольного союза:
  - Победитель (2): 2010, 2011
  - Финалист (1): 2009
- Второй дивизион (USL-1, USSF Division 2 Pro):
  - Чемпион (1): 2010
  - Финалист (1): 2008
  - Победитель регулярного сезона (1): 2008
- Чемпионат Пуэрто-Рико по футболу (Puerto Rico Soccer League):
  - Финалист (1): 2010

## Известные игроки
- Перечислены игроки игравшие за клуб и имеющие значительное число матчей за национальную сборную
- Джеймс Марселин
- Крис Нурс
- Грегори Ричардсон
- Тайво Атиено
- Альберто Дельгадо
- Альберто Сапата
- Виктор Эррера
- Петтер Вильегас
- Эктор Рамос
- Рауль Диас Арсе
- Найджел Анри
- Кевон Вильяроэль
- Кеон Дэниэл
- Осей Телесфорд
- Кендалл Ягдеосинг
- Артуро Норамбуэна
- Себастьян Розенталь
- Николас Аддлери

## Известные тренеры
- Уго Марадона
- Торибио Рохас